# Благонравов Анатолій Аркадійович
Анато́лій Арка́дійович Благонра́вов (*1 червня 1894, Аньково — †4 лютого 1975, Москва) — російський вчений в галузі механіки, один з творців знаменитої «катюші». Академік АН СРСР (з 1943). Генерал-лейтенант артилерії (24.12.1943), двічі Герой Соціалістичної Праці (30.05.1964, 31.05.1974), заслужений діяч науки і техніки РРФСР (1940). Член КПРС з 1937.

## Біографія
Народився в селі Аньково (тепер Івановської області Росії). В 1916 закінчив Михайлівське артилерійське училище, 1924 — Вищу артилерійську школу і 1929 — Військово-технічну академію. В 1929—46 викладав в Артилерійській академії в Москві (з 1938 — професор). У 1946 — 1950 — президент Академії артилерійських наук; з 1953 — директор Інституту машинознавства АН СРСР; з 1957 — академік-секретар Відділення технічних наук АН СРСР.
У 1957-1963 академік-секретар Відділення технічних наук АН СРСР. В кінці 1940-х - початку 1950-х рр. вів науково-організаційну роботу по дослідженню верхніх шарів атмосфери за допомогою ракет; з 1963 голова Комісії з дослідження і використання космічного простору АН СРСР. У 1959 віце-президент Комітету з космічних досліджень при Міжнародній раді наукових союзів (КОСПАР). Дійсний член Міжнародної академії астронавтики.
Увійшов до першого складу Національного комітету СРСР з теоретичної і прикладної механіки (1956). Благонравову належить понад 25 наукових праць з стрілецького і авіаційного озброєння, зокрема праця «Основи проектування автоматичної зброї» (М., 1940), яка стала цінним посібником для конструкторів зброї.

## Військові звання
- бригінженер — 13.02.1936
- дивінженер — 16.08.1938
- генерал-майор артилерії — 04.06.1940
- генерал-лейтенант артилерії — 24.12.1943

## Нагороди та звання
- Двічі Герой Соціалістичної Праці (30.05.1964, 31.05.1974)
- 5  орденів Леніна (07.12.1940; 21.02.1945; 10.06.1945; 30.05.1964; 31.05.1974)
- Орден Жовтневої Революції (05.04.1971)
- 3  ордена Червоного Прапора (1922; 03.11.1944, 20.06.1949)
- Орден Червоної Зірки (1967)
- медалі
- Ленінська премія (1960)
- Сталінська премія другого ступеня (1941)

## Праці
- Основи проектування автоматичної зброї. — М., 1940.
- Материальная часть стрелкового оружия. Кн. 1-2. — М., 1945-46.